# Аграхански полуостров
Аграханският полуостров (на руски: Аграханский полуостров) е пясъчен полуостров, на западния бряг на Каспийско море, разположен срещу делтата на река Терек, в Република Дагестан, Русия. Простира се от юг на север на протежение около 50 km, ширина до 8 km и площ 212 km2. Ограничава от изток едноименния залив. Относителна височина до 20 m. Има полупустинен ландшафт с пясъчни дюни, по които виреят храсти от тамарикс и крайбрежни солончаци.

## Топографска карта
- К-38-VІ, М 1:200 000[2]